# 瓦拉莫修道院

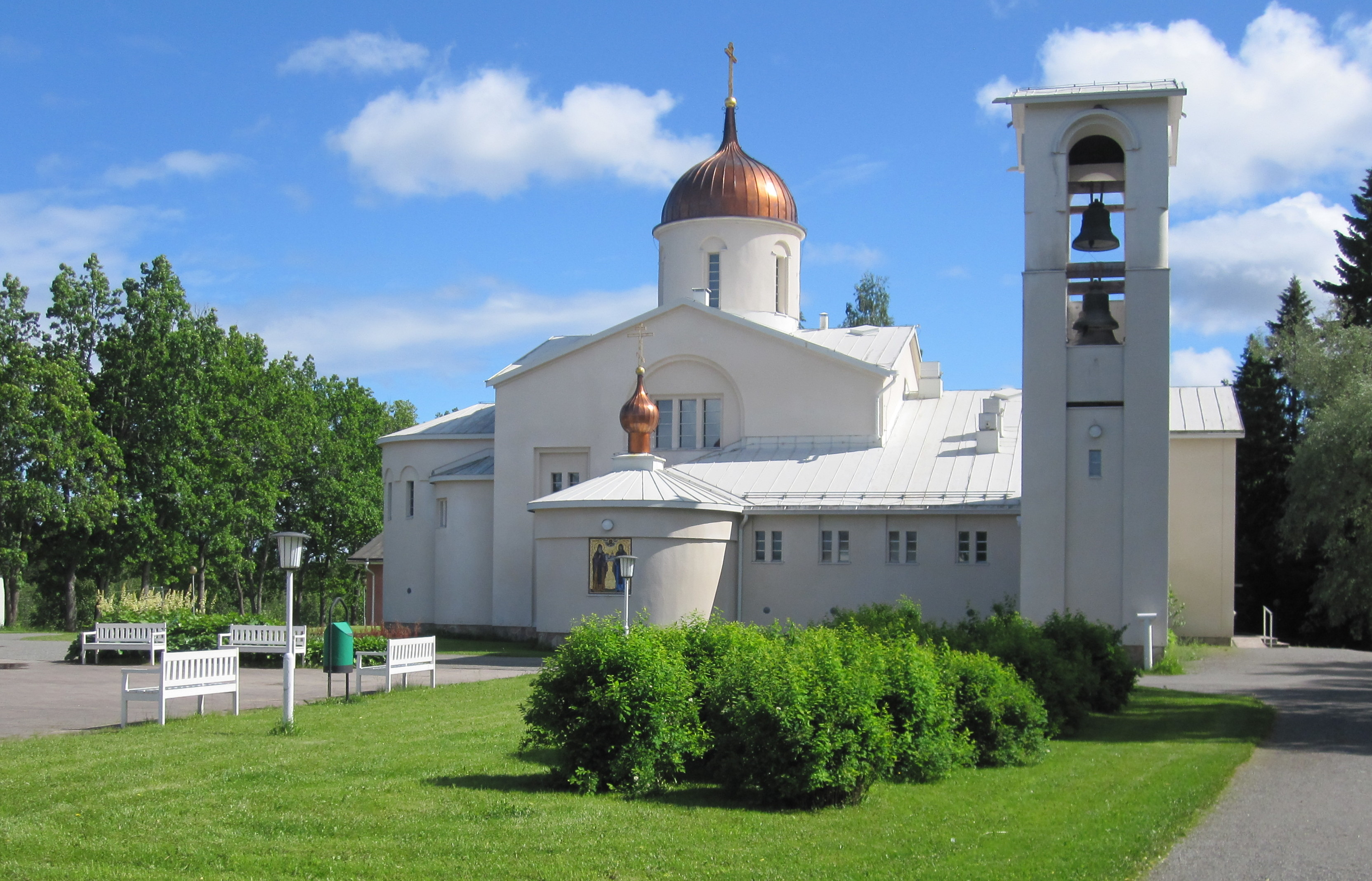
瓦拉莫修道院的主教堂

瓦拉莫修道院（芬蘭語：Valamon luostari），或称为新瓦拉姆修道院（俄语：Ново-Валаамский монастырь），是位于芬兰黑奈韦西的一座东正教修道院。修道院在1940年建立于现今的位置上，但是此修道院的前身瓦拉姆修道院的传统可追溯至1717年。瓦拉姆修道院最初是建立在俄罗斯卡累利阿共和国境内拉多加湖北部瓦拉姆群岛上。
瓦拉莫修道院现在为芬兰东正教信仰和文化的一个活跃的中心，并全年接待前来朝觐的信徒和观光客。

## 修道院的迁址

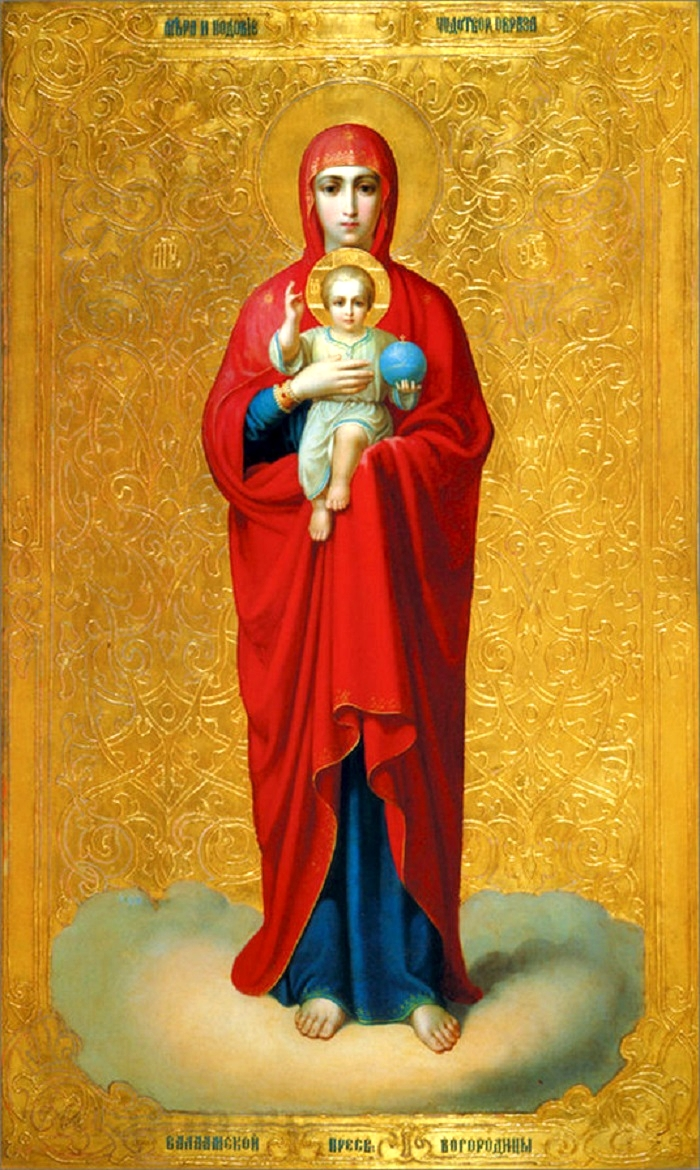
瓦拉姆修道院的圣母圣像画

在1939年冬季战争时，约190名瓦拉姆修道院的修道士从维堡省拉多加湖中瓦拉姆群岛上的居所中撤离至现今的芬兰东部。冬季战争爆发后的不久苏联军队就占领了瓦拉姆修道院。
在一个临时的地方休整过后修道士们决定在芬兰东部的黑奈韦西定居下来。在现今的位置上他们找到了一幅圣塞尔吉乌斯和圣赫尔曼的圣像画，而这两个修道士正是12世纪时瓦拉姆修道院的创建者。修道士们认为这是来自上帝的指示。后来科涅韦茨修道院和佩察莫修道院的修道士也撤离至此。现今瓦拉莫修道院是芬兰正教会唯一的一所男修道院。

## 圣像画
瓦拉莫修道院中最著名的圣像画是源自科涅韦茨修道院的圣母圣像画和源自瓦拉姆修道院的圣母圣像画。两幅画均展示于修道院的主教堂内。

## 林图拉女修道院
芬兰正教会也有一所女修道院：林图拉修道院，位于黑奈韦西距离瓦拉莫修道院18公里远的帕洛基村（Palokki）。